# Вольнов Геннадій Георгійович
Генна́дій Гео́ргійович Вольно́в (рос. Геннадий Георгиевич Вольнов; *28 листопада 1939, Москва — †15 липня 2008) — радянський російський баскетболіст.
Геннадій Вольнов народився 28 листопада 1939 року в Москві і всю спортивну кар'єру провів в ЦСКА на позиції легкого форварда.
Вольнов десять разів ставав чемпіоном СРСР (1959–1969), тричі був володарем Кубка європейських чемпіонів (1963, 1969, 1971). Вольнов є володарем рекорду по числу виступів на топ-турнірах у складі збірної СРСР — 12 (4 Олімпіади, 2 чемпіонати світу, 6 чемпіонатів Європи).
Вольнов став Олімпійським чемпіоном (1972), двократним срібним (1960, 1964) і бронзовим (1968) призером Ігор, чемпіоном світу (1967) і шестикратним чемпіоном Європи (1959—1969). Заслужений майстер спорту СРСР (1984).
Офіційно закінчив виступати в 1969 році. Після закінчення спортивної кар'єри займався педагогічною діяльністю, був начальником кафедри в Академії хімічного захисту (1970—1992). Отримав вчене звання доцента, потім — професора.
За видатні успіхи в розвитку баскетболу він був нагороджений державними нагородами: орденом «Знак Пошани», двічі медалями «За трудову доблесть» і медаллю «За трудову відмінність». Один з найбільших баскетболістів XX століття.